# Ornithoptera euphorion
Ornithoptera euphorion is een vlinder uit de familie pages (Papilionidae). Dit taxon wordt wel beschouwd als een ondersoort van Ornithoptera priamus.

## Kenmerken
De spanwijdte bedraagt bij de vrouwtjes, die groter zijn dan de mannetjes, tot 20 centimeter. De onderzijde van mannelijke vlinders is geel met zwart terwijl die bij de vrouwtjes zwart met witte accenten is. De bovenzijde van de voorvleugels is zwart met een groene rand en de achtervleugels zijn groen met zwarte en enkele gele vlekken.
De vlinder komt voor in Queensland, Australië waar de rupsen zich met name voeden met waardplanten uit de families Arisstolochiaceae.